# Leptocera disciseta
Leptocera disciseta är en tvåvingeart som beskrevs av Richards 1963. Leptocera disciseta ingår i släktet Leptocera och familjen hoppflugor. Inga underarter finns listade i Catalogue of Life.